# Airdrie (Écosse)
Pour les articles homonymes, voir Airdrie.
Airdrie est une ville écossaise située dans le North Lanarkshire. Elle se trouve à 19 km à l’est de Glasgow à une altitude de 130 mètres. La ville forme avec sa voisine Coatbridge, la région des Monklands. En 2006 sa population s’élevait à 36 326 habitants. Les villages de Chapelhall, Calderbank, Glenmavis, Greengairs, Plains et Caldercruix sont des satellites d’Airdrie.

## Toponymie
L’origine du nom d’Airdrie n’est pas formellement connue. Toutefois l’interprétation la plus répandue provient du gaélique An Àrd Ruigh qui rappelle un lieu en altitude ou un pâturage sur un lieu élevé. Une autre possibilité renvoie à An Àrd Àirighe qui signifie une ville de passage.

## Sport
Le club de football Airdrieonians Football Club y est basé, ainsi que son stade, l'Excelsior Stadium qui a succédé au Broomfield Park.

## Personnalités
- Andrew Anderson (1909-1991), joueur de football.
- Torry Gillick (1915-1971), joueur de football.
- Ian Bannen (1928-1999), acteur britannique.
- Ian McMillan (1931-2024), footballeur écossais.
- Kieran Offord (2004-), footballeur écossais.